# 오히라정

오히라 정의 위치

오히라정(일본어: 大平町)은 도치기현의 남부에 있는 시모쓰가군의 정으로 도쿄에서 북쪽으로 80km 떨어져있다. 2010년 3월 29일, 도치기시, 오히라 정, 후지오카 정, 쓰가 정이 합병하여 도치기 시가 신설되었다.
히타치 제작소, 이스즈 자동차의 공장이나 하청 회사를 중심으로 한 공업도시로서 발전해왔다. 농업도 번성하고 특히 정 북서부의 니시야마다 지구를 중심으로 생산되는 포도는 마을의 특산품이 되고 있다.

## 지리
간토평야의 북쪽에 위치한다. 고카이 강이 정 서측을 북쪽에서 남쪽으로 흐르고, 그 하안의 평야부가 정의 대부분을 차지한다. 정의 남부는 이바라키현과 접하는 구릉지이다.

## 역사
- 1889년 4월 1일 - 도미야마 촌, 미즈호 촌, 미즈시로 촌의 3촌이 성립하였다.
- 1956년 9월 30일 - 도미야마 촌, 미즈호 촌, 미즈시로 촌이 합병해 오히라 촌이 되었다.
- 1961년 11월 3일 - 정으로 승격해 오히라 정이 되었다.

## 교통

### 철도
- 도부 철도 닛코 선
- 동일본 여객철도 료모 선

### 도로
- 국도 제50호선